# 岩乌头
岩乌头（学名：Aconitum racemulosum）为毛茛科乌头属下的一个种。俗名：雪上一支蒿、岩乌、岩乌子。生长在海拔1620-2280米山谷崖石上或林中。分布于中国云南东北部（镇雄）、四川（天全、南川）、贵州及湖北西部。模式标本采自贵州北部。